# Qutub Minar
Qutub Minar, napisan tudi Qutb Minar in Qutab Minar, je minaret in stolp zmage, ki je del kompleksa Qutub, ki leži na mestu najstarejšega utrjenega mesta Delhija, Lal Kot, ki so ga ustanovili Tomar Radžput. Je na Unescovem seznamu svetovne dediščine na območju Mehrauli v južnem Delhiju v Indiji. Je ena najbolj obiskanih turističnih točk v mestu, večinoma zgrajen med letoma 1199 in 1220.
Primerjamo ga lahko z 62-metrskim v celoti zidanim minaretom Džam v Afganistanu iz ok. 1190, ki je bil zgrajen kakšno desetletje pred verjetnim začetkom gradnje stolpa v Delhiju. Površine obeh so bogato okrašene z napisi in geometrijskimi vzorci. Qutub Minar ima jašek, ki je nažlebljena z »odličnimi muqarnas, stalaktitnimi oboki, pod balkoni« na vrhu vsake stopnje. Na splošno so se minareti v Indiji uvajali počasi in so pogosto ločeni od glavne mošeje, kjer obstajajo.

## Sinteza južnoazijske in islamske arhitekture
Ta stolp zmage je simbol sinteze tradicionalne islamske arhitekture in oblikovanja jugozahodne Azije. Elizabethe Lambourn Islam Beyond Empires: Mosques and Islamic Landscapes in India and the Indian Ocean proučuje uvedbo islama v Južni Aziji in kako je regija vplivala na islamsko versko arhitekturo. Ti na novo prispeli muslimani z islamskega zahoda so pobegnili iz mongolskega cesarstva in se izselili v Indijo, kjer so zgradili verska središča. Qutub Minar služi kot osrednji označevalec teh novih muslimanskih skupnosti, pa tudi kot opomin na prisotnost islama na tem območju. Arhitektura minareta se močno razlikuje od tipičnega sloga in oblikovanja mošej, zgrajenih na Bližnjem vzhodu. Na slog teh struktur je močno vplivala lokalna arhitektura, kot so indijski templji. To je vplivalo na različne materiale, tehnike in dekoracijo, ki so bili uporabljeni pri gradnji minareta.
Minaret je edinstven v tem, da so bili zgodovinsko gledano ti stolpni minareti neobičajni v južnoazijsko-islamskem oblikovanju do 17. stoletja. Ta zaostanek je posledica počasnega sprejemanja tipičnega bližnjevzhodnega sloga v Indiji. Prav tako je ločen od glavne mošeje in prikazuje, kako je domača kultura vplivala na zasnovo bližnjevzhodne strukture. Kot pravi Ved Parkaš v svojem eseju Qutub Minar iz sodobnih in skoraj sodobnih virov, se Qut'b Minar obravnava kot »najzgodnejši in najboljši primer zlitja ali sinteze hindujsko-muslimanskih tradicij«. Tako kot mnoge mošeje, zgrajene v Južni Aziji v tem obdobju, so tudi minaret zgradili hindujski delavci in obrtniki, vendar so ga nadzirali muslimanski arhitekti. To je vodilo do konstrukcije, ki je sintetizirala hindujsko in islamsko versko arhitekturo. Ker so bili nekateri obrtniki hindujci in niso poznali Korana, so napisi zbirka neurejenih koranskih besedil in drugih arabskih izrazov.

## Zgodovina
Qutub Minar je bil zgrajen na ruševinah Lal Kota, citadele Dhilika. Qutub Minar se je začel graditi po mošeji Quvat-ul-Islam. Qutub-ud-Din Aibak in Šamsu’d-Din Iltutmiš, ki se sklicujeta na svojo domovino Ghurid, sta zgradila minar (minaret) na jugovzhodnem vogalu Quvat-ul-Islam med 1199 in 1503.
Običajno se misli, da je stolp dobil ime po Qutb-ud-din Aibaku, ki ga je začel graditi. Možno je tudi, da je poimenovan po Khvadži Qutbuddinu Bakhtiarju Kakiju, sufijskemu svetniku iz 13. stoletja, ker je bil Šamsudin Iltutmiš njegov privrženec.
Minar je obdan z več zgodovinsko pomembnimi spomeniki kompleksa Qutub. Mošejo Quvat-ul-Islam severovzhodno od minarja je zgradil Qutub-ud-Din Aibak leta 1199 našega štetja. Je najzgodnejša ohranjena mošeja, ki so jo zgradili delhijski sultani. Sestavljena je iz pravokotnega dvorišča, obdanega s križnim hodnikom, postavljenim z izrezljanimi stebri in arhitekturnimi elementi 27 džainističnih in hindujskih templjev, ki jih je porušil Qutub-ud-Din Aibak, kot je zapisano v njegovem napisu na glavnem vzhodnem vhodu. Kasneje so Šams-ud-Din Itutmiš (1210-35 n. št.) in Ala-ud-Din Khaldži postavili visoko obokano pregrado in mošejo povečali. Železni steber na dvorišču nosi napis v sanskrtu v pisavi Brahmi (brāhmī - pisava boga Brahme) iz 4. stoletja našega štetja, po katerem je bil steber postavljen kot Višnudhvadža (standard boga Višnuja) na hribu, znanem kot Višnupada, v spomin na mogočnega kralja po imenu Čandra.
Kompleks mošeje je eden najzgodnejših ohranjenih na Indijski podcelini.
Bližnja kupola s stebri, znana kot Smith's Folly, je ostanek obnove stolpa iz 19. stoletja, ki je vključevala nepremišljen poskus, da bi dodali še nekaj nadstropij.
Leta 1505 je potres poškodoval Qutub Minar; popravil ga je Sikander Lodi. 1. septembra 1803 je močan potres ponovno povzročil resno škodo. Major Robert Smith iz britanske indijske vojske je leta 1828 prenovil stolp in nad peto nadstropje namestil kupolo s stebri, s čimer je ustvaril šesto. Kupola je bila odstranjena leta 1848 po navodilih vikonta Hardingeja, ki je bil takrat generalni guverner Indije. Ponovno so ga postavili na nivo tal vzhodno od Qutb Minarja, kjer ostaja. Znan je kot Smithova neumnost.
UNESCO ga je leta 1993 dodal na seznam svetovne dediščine.

## Ghuridi
Gradnjo Qutub Minarja so načrtovali in financirali Guridi, ki so emigrirali v Indijo in s seboj prinesli islam. Guridi, zgodovinsko znani kot Šansabani, so bili klan tadžikistanskega porekla, ki je izviral iz Ghurja, gorate regije današnjega zahodnega Afganistana. V poznem 11. stoletju do zgodnjem 12. stoletju so se različne sekte tega nomadskega klana združile in izgubile svojo nomadsko kulturo. V tem času so tudi prestopili v islam.
Nato so se razširili v sodobno Indijo in hitro prevzeli nadzor nad precejšnjim delom države. Ghuridi so priključili Multan in Uč Šarifa v zahodnem Pandžabu v letih 1175–76, severozahodne regije okoli Pešavarja leta 1177 in regijo Sindh v letih 1185–1186. Leta 1193 je Qutb al-Din Aibek osvojil Delhi in v provinci uvedel guridsko guvernerstvo, kongregacijska mošeja, kompleks Qutub Minar, pa je bila ustanovljena leta 1193. V preteklosti so znanstveniki verjeli, da je bil kompleks zgrajen za spodbujanje spreobrnitve v islam med novimi podložniki Ghuridov, pa tudi kot simbol pripadnosti Ghuridov družbeno-verskemu sistemu. Zdaj obstajajo nove informacije, ki nakazujejo, da spreobrnitev v islam ni bila glavna prednostna naloga in da so Ghuridski guvernerji namesto tega skušali s pogajanji narediti sintezo lokalne kulture in islama.

## Pokrovitelji in arhitekti
Qutb-ud-din Aibak, namestnik Mohameda iz Ghorja, ki je po smrti Mohameda ustanovil Delhijski sultanat, je leta 1199 začel graditi prvo nadstropje Qutub Minarja. Aibakov naslednik in zet Šamsudin Iltutmiš je dokončal nadaljnja tri nadstropja. Potem ko je udar strele leta 1369 poškodoval takratno najvišje nadstropje, je takratni vladar Firuz Šah Tughlaq zamenjal poškodovano nadstropje in dodal še eno. Šer Šah Suri je prav tako dodal vhod, ko je vladal in je bil mogulski cesar Humajun v izgnanstvu.

## Arhitektura
V različnih delih Qutub Minarja napisi razkrivajo zgodovino njegove gradnje ter poznejše obnove in popravila, ki sta jih opravila Firoz Šah Tughluq (1351–88) in Sikandar Lodi (1489–1517).
Qutub Minar je visok 72,5 metra in je najvišji minaret na svetu, zgrajen iz opeke. Stolp se zoži in ima osnovni premer 14,3 metra, kar se zmanjša na 2,7 metra na vrhu vrha. Vsebuje spiralno stopnišče s 379 stopnicami.
Ob vznožju stolpa je mošeja Quvat Ul Islam. Minar se nagne nekaj več kot 65 cm od navpičnice, kar velja za varne meje.
Qutub Minar je bil navdih in prototip za številne zgrajene minarete in stolpe. Čand Minar (Mesečev stolp) v Daulatabadu, Maharaštra in Mini Qutub Minar v vasi Hastsal v Utam Nagar sta podobna Qutub Minarju in sta nastala po njegovem vzoru.

## Nadstropja Qutub Minarja
N adstropja minareta se razlikujejo po velikosti, slogu in materialu zaradi različnih arhitektov in gradbenikov, ki so gradili posamezen del.

### Klet
Minar Qutub je sestavljen iz petih nadstropij rdečega in sivega peščenjaka. Najnižja etaža, znana tudi kot kletna etaža, je bila dokončana v času življenja Ghijeth al-Din Muhamada, sultana v času dinastije Ghuridov.
Obložena je z dvanajstimi polkrožnimi in dvanajstimi prirobnimi pilastri, ki so postavljeni v izmeničnem vrstnem redu. To nadstropje je ločeno s prirobnicami in nadstropnimi balkoni, ki jih nosijo muqarnas. Nadstropje je postavljeno na vrh nizkega okroglega podstavka, ki ima tloris dvanajsterokrake zvezde s polkrogom, postavljenim z vsakim od kotov med konicami zvezde.
Na tem nadstropju je tudi šest vodoravnih pasov z napisi, vpisanimi v naskh, slogu islamske kaligrafije. Napisi so naslednji: Koran, sura II, verzi 255-60; Koran, sura LIX, verzi 22-23, in Božji atributi; Ime in nazivi Ghiyath al-Din; Koran, sura XLVIII, verzi 1-6; Ime in naslovi Mu'izz al-Din; in Koranski citati ter naslednji naslovi v tem precej obnovljenem napisu: »Amir, najveličastnejši in največji poveljnik vojske«. Ta raven ima tudi napise, ki hvalijo Mohameda iz Ghorja, sultana Guridov.

### Drugo, tretje in četrto nadstropje
Drugo, tretje in četrto nadstropje je postavil Šam ud-Din Iltutmiš, prvi muslimanski vladar, ki je vladal iz Delhija. Velja za prvega iz dinastične linije delhijskega sultana. Tudi drugo in tretje nadstropje sta obložena z dvanajstimi polkrožnimi in dvanajstimi prirobnimi pilastri, ki so postavljeni v izmeničnem vrstnem redu. Ti stebri iz rdečega peščenjaka so ločeni s prirobnicami in nadstropnimi balkoni, ki jih nosijo zanke muqarnas. Četrto nadstropje je bilo pred rekonstrukcijo in redukcijo prav tako okrašeno s polkrožnimi pilastri. Rekonstruirana je bila iz belega marmorja in je relativno preprosta.

### Peto nadstropje
Leta 1369 so četrto nadstropje popravili, potem ko je v minaret udarila strela. Med rekonstrukcijo se je sultan Firuz Šah Tughlaq odločil zmanjšati velikost četrtega nadstropja in ga nato razdelil na dve nadstropji.

## Polemika
14. novembra 2000 so časopisi v Delhiju poročali, da sta hindujski nacionalistični skupini Vishva Hindu Parishad in Bajrang Dal nameravali gostiti jadžno, ritualno hindujsko slovesnost, povezano z očiščevanjem, v kompleksu Qutub, kjer je minaret. Policija v Delhiju je pridržala 80 aktivistov, ki jih je vodil Ram Krišan Gaur, ki so bili locirani ob Qutb Minaru in jim je bilo prepovedano izvajati ritual znotraj stolpa. Zaradi policijske barikade so aktivisti obred namesto tega izvedli na ulicah pred kompleksom mošeje. Ker so bili za gradnjo minareta uporabljeni deli džainističnih in hindujskih templjev, so desničarske hindujske skupine verjele, da morajo izvesti čiščenje kompleksa, da bi osvobodile hindujske ikone, ki so bile »ujete« v minaretu in mošeji.
18. maja 2022 je nekdanji regionalni direktor indijskega arheološkega zavoda Dharamver Šarma trdil, da je Qutub Minar zgradil Radža Vikramaditja v 5. stoletju, da bi opazoval spreminjanje položaja sonca.
21. maja 2022 je sekretar na ministrstvu za kulturo Govind Mohan sprejel odločitev o izkopavanju in ikonografiji idolov, najdenih v Qutub Minaru. Ministrstvo je zdaj pozvalo ASI, naj predloži poročilo o izkopavanju. Izkopavanje se lahko začne na jugu minareta na razdalji 15 metrov od mošeje.

## Nesreče
Pred letom 1976 je bil širši javnosti dovoljen dostop do prvega nadstropja minareta po notranjem stopnišču. Dostop do vrha je bil po letu 2000 ustavljen zaradi samomorov. 4. decembra 1981 je odpovedala razsvetljava stopnišča. Med 300 in 400 obiskovalcev je drvelo proti izhodu. 45 jih je bilo ubitih, nekaj jih je bilo ranjenih. Večinoma so bili to šolski otroci. Od takrat je stolp zaprt za javnost. Od tega incidenta so pravila glede vstopa stroga.

## V literaturi
Pesem Letitie Elizabeth Landon, The Cootub Minar, Delhi je razmišljanje o sliki Samuela Prouta v Fisherjevi risalnici Scrap Book, 1833.

## V popularni kulturi
Bollywoodski igralec in režiser Dev Anand je želel posneti pesem Dil Ka Bhanwar Kare Pukar iz svojega filma Tere Ghar Ke Samne znotraj Minarja. Vendar so bile kamere v tistem obdobju prevelike, da bi se prilegale v ozek prehod stolpa, zato je bila pesem posneta znotraj replike Qutub Minarja.
Stran je služila kot Pit Stop druge etape druge serije The Amazing Race Australia.
Slika minareta je prikazana na potovalnih karticah in žetonih, ki jih izda Delhi Metro Rail Corporation. Nedavno ustanovljeno podjetje v sodelovanju z Indijskim arheološkim zavodom je dalo na voljo 360o ogled Qutub Minarja.
Ministrstvo za turizem je pred kratkim izdalo sedmim podjetjem 'Pisma o nameri' za štirinajst spomenikov v okviru svojega 'Sprejmi sheme dediščine'. Ta podjetja bodo bodoči 'Spomenik Mitras'. Qutub Minar je bil izbran za del tega seznama.

## Galerija
- Qutub Minar
- Od leve proti desni: Alai Darwaza, Qutub Minar, grobnica Imama Zamina
- Plošča na Minarju
- Pogled skozi lok
- Pod do Qutub Minarja
- Pogled z juga
- Relief uničenega kamna boga Ganeša